# Массовые убийства в Семиречье
Массовые убийства в Семиречье или Кровавое озеро 1920 года — массовые убийства бывших анненковцев на территории Семиречья.

## Предыстория
После больших поражений атамана Анненкова его армии стало понятно, что дело, за которое они воевали, потерпело крах. В армии Анненкова, прорывались отдельные уже голоса недовольства, ставился вопрос о том, что ожидает их в дальнейшем.
В декабре 1919 года Анненков составляет план физического истребления своих частей путем массовых убийств. Для этой цели организует из киргиз-головорезов алашордынскую часть. Эта часть, по замыслу Анненкова, должна была и представлять самую надежную и карательную единицу. С этой целью раздувал и углублял вековую ненависть, существующую у киргизов (казахов) и русских (Среднеазиатское восстание 1916 года).
В марте месяце разбитый красными частями Анненков направляется к западной границе Китая, приступает к осуществлению давно задуманного плана, который состоял в том, чтобы истребить 75-80 % своих частей.

## Массовые убийства
Советские власти ответственность за убийства возложили на отдельные бригады алашордынцев или алашей. Упоминалось, что в Семиречье, по данным на осень 1919 года, действовала алашская конная бригада в составе двух полков по 500 сабель, несколько алашских полков существовали у Анненкова и зимой-весной 1920 года. В качестве доказательств расправ руками алашордынских ополченцев приводились показания бывших сослуживцев атамана, проживавших на территории Советского Союза. 
По данным следствия специальные люди под видом проводников провожали анненковских солдат к могилам, где их тогда ожидали алашордынцы, которые изымали личные вещи, а затем убивали. То же самое проделывалось и с теми, которые изъявляли желание остаться, но которых Анненков считал неблагонадежными, отправлял под предлогом в резерв на отдых. Убийства продолжались партиями два месяца. Среди убитых имеются пленные красноармейцы, подробных сведений о которых не удалось собрать. Вместе с солдатами убивали и офицеров. Убивали также и подводников, которые привозили солдат к месту казни, во избежание огласки.
Составители документов указывали 3800 человек как достоверную цифру, отмечая, что, по слухам, ещё существуют захоронения 12 000 человек и даже 25 000 человек.
Однако сам Анненков, в ходе судебного процесса 1927 года, свою вину отрицал, и до сих пор достоверно не установлено, кто и как был убит в массовых захоронениях, так как следователи ограничились визуальным осмотром.